# La Guerre (triptyque)
Pour les articles homonymes, voir La Guerre.
Ne doit pas être confondu avec Der Krieg (série de gravures).
 (octobre 2012).
La Guerre (en allemand : Der Krieg) est un triptyque à prédelle réalisé entre 1929 et 1932 par le peintre et graveur allemand Otto Dix. Ce tableau appartient au mouvement de la Nouvelle Objectivité. Sur le modèle d'un retable, ce tableau est inspiré des triptyques de la Renaissance qui représentaient dans les deux planches supérieures la vie sur Terre et sur la prédelle la mort, l'enfer et le chaos. Ainsi sur le tableau de Dix, on observe ce contraste qui dépeint l'enfer sur la partie liée à la vie et sur la prédelle le repos et la paix.
Avant ce triptyque, Dix a publié en 1924 un portfolio de cinquante estampes également intitulé Der Krieg.

## Histoire de l'œuvre
Otto Dix a participé aux combats de la Première Guerre mondiale. Il rejoint le front à l'automne 1915. En 1916, il reçoit une formation de mitrailleur et participe à de nombreuses campagnes en Champagne, dans la Somme ou en Russie dont il sortira vivant, malgré plusieurs blessures. Il tint un journal et fit de nombreux dessins représentant le conflit dans ses carnets. Après l'armistice, il continua à témoigner de l'horreur de la guerre : il laissa quelque 600 dessins, aquarelles et gouaches sur ce sujet. Après 1918, il peint La Tranchée ; en 1924, ils rassemblent des eaux fortes dans un album intitulé La Guerre.
Otto Dix a attendu plus de dix années après la fin de la Première Guerre mondiale pour entreprendre le triptyque La Guerre. Il a passé près de trois années à sa réalisation. Le triptyque n’a pas été composé sur commande mais fait partie de la démarche qu’effectue Otto Dix en transmettant ses souvenirs hérités de la Grande Guerre. Fortement marqué par celle-ci, à laquelle il participe en tant que simple soldat, Dix produit un grand nombre de dessins et de peintures retraçant cette période. Quand on lui demande pourquoi il a réalisé La Guerre, il répond : « Je voulais me débarrasser de tout ça ! ». Il s'est également servi des témoignages d’anciens combattants et des photographies diffusées par les journaux.
La Guerre a été exposée une seule fois à Berlin en 1932, à l’exposition d’automne de l’Académie de Berlin. Elle fut ensuite cachée pour éviter la destruction. En effet, pendant le Troisième Reich (1933-1945), nombre de travaux produits par les artistes de la mouvance de Dix seront jugés comme art dégénéré. Pour les nazis, l’art moderne était perçu comme une « insulte au sentiment allemand ». Les œuvres des artistes juifs ou communistes étaient également considérée comme de l'art dégénéré. Parce que La Guerre d'Otto Dix montre des soldats blessés ou morts, le tableau était jugé comme n'étant pas digne d'être exposé. L'art nazi préférait des représentations de héros ou d'actes patriotiques.
La Galerie Neue Meister (Stadtmuseum) de Dresde en Allemagne a acquis La Guerre en 1968.

## L'œuvre
L’œuvre, entièrement figurative, mesure : 204 × 204 cm pour le panneau central, 204 × 102 cm pour les panneaux latéraux et 60 × 204 cm pour la prédelle (panneau inférieur).
La technique employée est la tempera sur bois (peinture à base d'émulsion d’œufs), une technique ancestrale souvent utilisée pour les tableaux religieux.
Le peintre utilise une palette de couleurs assez restreinte, très sombres, toutes associées à la mort et à la destruction. La mort : couleurs froides (vert, gris, blanc) pour les corps en décomposition, le ciel saturé de gaz … La destruction : couleurs chaudes, comme le rouge et l'orange, qui renvoient aux couleurs du feu, des obus et du sang.
La composition est dynamique : le sens de lecture, de la gauche vers la droite, suit le parcours des soldats, qui aboutit en bas à la mort. La disposition des personnages est rigoureuse : les lignes des corps et des armes sur le panneau gauche forment une symétrie avec celles du panneau de droite. L'amoncellement des corps forme un grand V et la courbe au-dessus des morts répond en symétrie à celle du cadavre en haut du panneau central.
La Guerre d'Otto Dix appartient au courant artistique de la Nouvelle Objectivité. Il s'agit pour l'artiste de montrer la réalité dramatique du conflit, de choquer par des détails morbides.

### Panneau de gauche
Sur le panneau de gauche est représentée une armée sans visage. L'armée avance vers le front que l'on peut distinguer en arrière-plan. Sur la gauche, certains soldats sont cachés par la brume.

### Panneau central
Le panneau central est un grand carré mesurant 204 cm de côté. Sur cette partie est représenté un paysage ravagé par un bombardement. On peut discerner ce qui semble être le reste d'une ville en arrière-plan. Le tableau est séparé par une diagonale imaginaire, séparant le côté « mort » (droite) du côté « vivant » (gauche). Au premier-plan sont représentés des cadavres appartenant aux soldats et civils victimes de la guerre et un poteau calciné. Au-dessus est représenté un cadavre embroché par une poutre de métal qui semble montrer du doigt des jambes criblées de balles. Il désigne le sacrifice des soldats à la guerre et plus précisément le cadavre criblé de balles, crucifié renversé. On aperçoit un soldat portant un masque à gaz, le rendant anonyme, enroulé dans une cape. Il semble immobile.

### Panneau de droite
Sur le panneau latéral droit se trouve un autoportrait d'Otto Dix, il est représenté en train de sauver un camarade. Il est d'ailleurs le seul homme représenté avec la capacité de voir (il a les yeux ouverts et le regard fixé sur le spectateur) et il n'a pas d'uniforme. Il regarde le spectateur droit dans les yeux.

### Prédelle
Dans la prédelle sont représentés plusieurs hommes les uns aux côtés des autres. Le triptyque montre, tour à tour, la montée au front, le champ de bataille (et la mort), le retour du front.

### Références à la peinture religieuse germanique

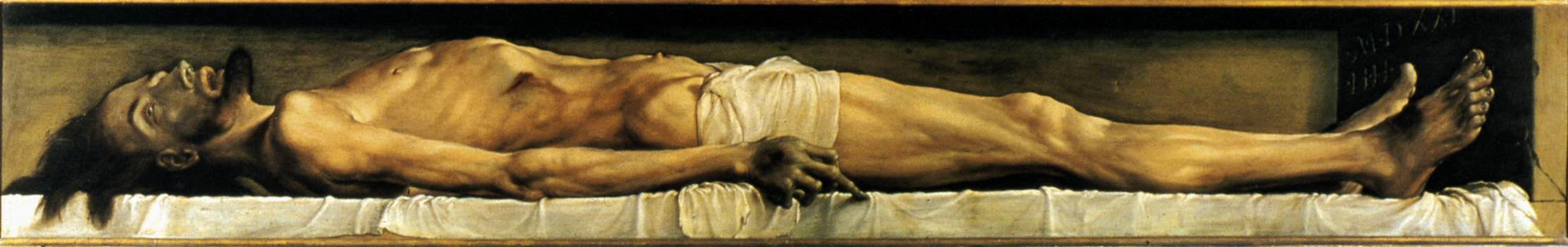
Hans Holbein Le Jeune, Le Christ mort, 1521-1522

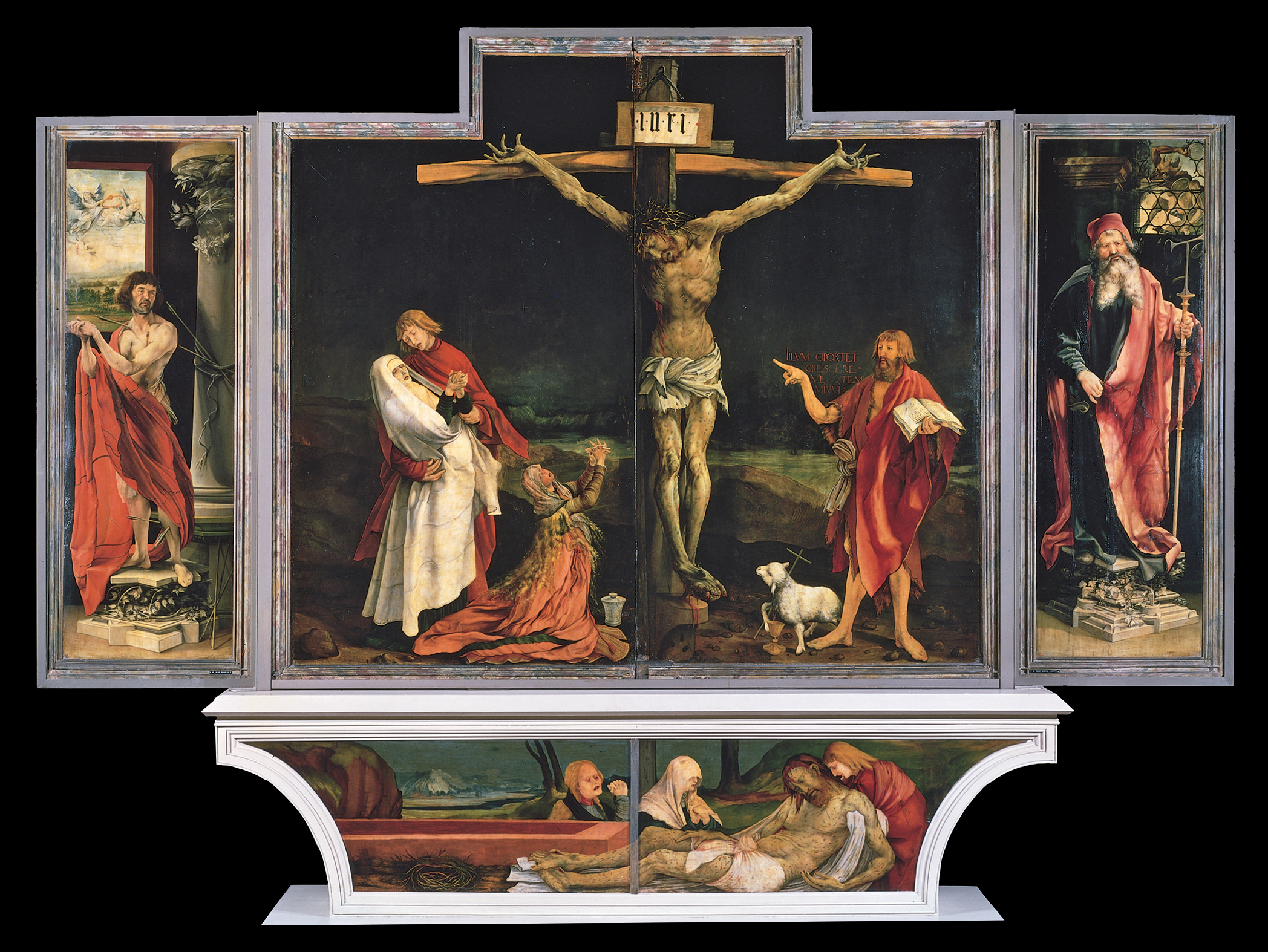
Matthias Grünewald, Triptyque d'Issenheim.

### Représenter la guerre

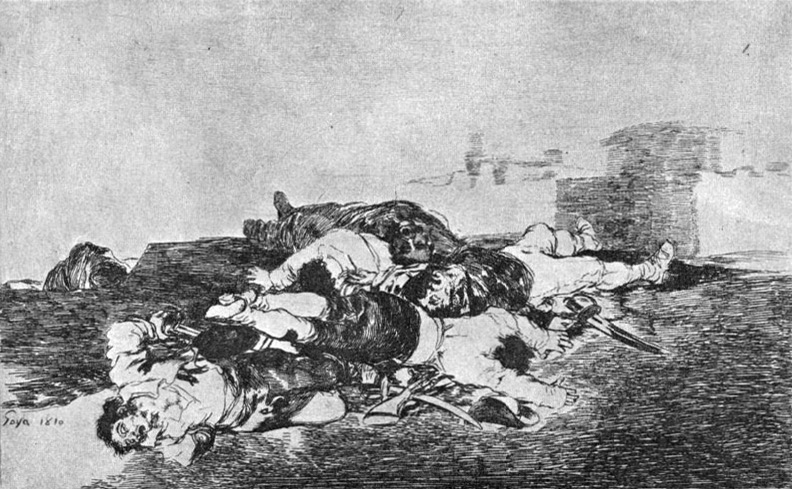
Francisco de Goya, Les désastres de la guerre.